# Дамбис, Айвар Альбертович
Айвар Альбертович Дамбис — советский хозяйственный и политический деятель.

## Биография
Родился в 1936 году в Риге. Член КПСС с 1963 году.
Окончил Рижский строительный техникум.
В 1954—1963 гг. — сварщик химической фабрики райпромкомбината.
В 1963—1967 гг. — бригадир строителей управления «Ригастрой».
В 1967—1989 гг. — бригадир трубоукладчиков специализированного управления Рижского треста крупнопанельного домостроения, бригадир трубоукладчиков управления № 10 треста «Латинжстроймеханизация».
Избирался депутатом Верховного Совета СССР 10-го созыва, Верховного Совета Латвийской ССР 11-го созыва, народным депутатом СССР (1989—1991). Делегат XXVI съезда КПСС.
Жил в Риге.

## Награды
- Орден Ленина
- Орден Октябрьской Революции (1986)
- Орден Трудового Красного Знамени